# Марија Захарова
Марија Владимировна Захарова (рус. Мария Владимировна Захарова; Москва, 24. децембар 1975) је директор Одељења за информисање и штампу Министарства спољних послова Руске Федерације (портпаролка Министарства спољних послова Руске Федерације) од 10. августа 2015. године.

## Биографија
Захарова је рођена у породици дипломата. Њен отац, Владимир Захаров, преселио је породицу у Пекинг 1981. године када је постављен у совјетску амбасаду. Породица је напустила Пекинг 1991. када се Совјетски Савез распао и вратила се у Русију 1993. године. Њена мајка, Ирина, је историчарка уметности која је радила у московском Музеју Пушкина. Године 1998. Марија Захарова је дипломирала на Факултету за међународно новинарство МГИМО, области оријентализма и новинарства. Има диплому кандидата историјских наука, што је руски еквивалент магистра историјских наука.

## Каријера
Од 2003. до 2005. и од 2008. до 2011. године радила је у Одељењу за информисање и штампу Министарства иностраних послова Руске Федерације. Од 2005. до 2008. била је новински секретар Сталне мисије Руске Федерације при Уједињеним нацијама у Њујорку.
Од 2011. до 10. августа 2015. године Захарова је била заменик начелника Одељења за информисање и штампу Министарства спољних послова Руске Федерације. Њене дужности су биле организовање и вођење брифинга портпарола Министарства спољних послова, организација рада званичних налога министарства на друштвеним мрежама и информативна подршка иностраним посетама министра спољних послова.
Захарова је позната по свом учешћу у политичким ток-шоу емисијама на руској телевизији и по томе што је коментарисала осетљива политичка питања на друштвеним мрежама. Она је једна од најцитиранијих руских дипломата. Често се противила Џен Псаки (званична представница Стејт департмента пре 31. марта 2015).
Дана 10. августа 2015. године, наредбом Министарства спољних послова, Захарова је именована за директора Одељења за информисање и штампу. Захарова је постала прва жена на овој функцији.
Године 2016. изабрана је за једну од Би-Би-Си-јевих 100 жена.
Захарова је 2017. године оптужила Европску унију за лицемерје због њеног другачијег понашања према сепаратистичким кризама на Криму и у Каталонији, након што је стотине људи повређенo од стране шпанских безбедносних снага спречавајући Каталонце да гласају током референдума о независности Каталоније, рекавши: „Видим и читам шта се дешава у Каталонији. А Европа ће нам нешто рећи о референдуму на Криму и заштити људских права“.
У јуну 2019, Ројтерс је известио да је Захарова „одала почаст онима који су погинули на западном фронту у Другом светском рату и рекла да Москва цени ратне напоре савезника“, додајући „Наравно да не треба претеривати. А поготово не истовремено са умањивањем титанских напора Совјетског Савеза, без којих ове победе једноставно не би било”. Захарова је изјавила: „Као што историчари примећују, искрцавање у Нормандији није имало пресудан утицај на исход Другог светског рата и Великог отаџбинског рата. То је већ било унапред одређено као резултат победа Црвене армије, углавном код Стаљинграда (крајем 1942) и Курска (средином 1943). Желело се да се сачека максимално слабљење немачке војне моћи од њених огромних губитака на истоку, док се губици смањују на западу.“
Захарова је 2021. критиковала масивну војну вежбу НАТО-а под називом Defender-Europe 21, једну од највећих војних вежби под вођством НАТО-а у Европи последњих деценија, која је почела у марту 2021. године. Укључује „скоро истовремене операције у више од 30 области за обуку“ у Естонији, Бугарској, Румунији и другим земљама. Она је тврдила да извођењем ових вежби НАТО окупља „ударну песницу” у близини граница Русије. Она је изјавила да само у 2021. години „НАТО планира седам војних вежби у Украјини. Активна фаза вежбе Defender-Europe 21, најопсежније вежбе дуги низ година, ускоро почиње у близини Украјине.“ 

### Инвазија Русије на Украјину 2022
Дана 16. фебруара 2022, Захарова је исмејала предвиђања западних медија о непосредној инвазији Русије на Украјину када је подругљиво затражила распоред руских инвазија како би, наводно, могла да „испланира [свој] одмор“ у складу са тим.
Дана 23. фебруара, дан пре руске инвазије на Украјину 2022. године, Европска унија је санкционисала њу, заједно са другим истакнутим руским медијским личностима, као „централну личност владине пропаганде“ и зато што је „промовисала распоређивање руских снага у Украјина“. Санкције укључују стављање на листу забрањених летова и замрзавање имовине. Аустралија је 8. марта такође увела санкције Захаровој. Захарова је 18. марта уврштена на проширену листу санкција Јапана.

### Контроверзе
Захарова је 13. новембра 2016. године критикована због антисемитских шала на руској државној телевизији да су резултати избора у САД резултат руске јеврејске завере, рекавши: „Ако желите да знате шта ће се десити у Америци, с ким треба да разговарате? Наравно, морате разговарати са нашим људима у Брајтон Бичу." Брајтон Бич је дом велике руске јеврејске заједнице. Такође је говорила стереотипним јеврејским акцентом.
Захарова се 28. априла 2017. појавила на Јаху! вестима о актуелним међународним односима са Katie Couric. Када је Couric изнела извештаје о мучењу ЛГБТ особа од стране чеченске владе, Захарова је рекла да Русија води истрагу о том питању.

## Лични живот
Захарова се 7. новембра 2005. године удала за Андреја Макарова у руском конзулату у Њујорку. Пар има ћерку Маријану, рођену у августу 2010. године.

## Дела
- Алешина И., Захарова М. В. (2000). „Игрушки и праздники [о традициях и обычаях китайцев]” (3) (Азия и Африка сегодня изд.): 60—63.
- Захарова М. В. (2000). „Чуньцзе – праздник Нового года [Китай]” (6) (Проблемы Дальнего Востока изд.): 164—169.
- Захарова М. В. (2010). „Храмовые ярмарки в современном Китае” (1) (Проблемы Дальнего Востока изд.): 136—142.